# Trojúhelník (protipartyzánská operace)
Trojúhelník (rusky Треугольник, německy Dreieck) bylo kódové označení kárné (trestné) protipartyzánské operace, která byla spojena s policejním zásahem proti civilnímu obyvatelstvu v oblasti kolem železničních tratí Brest – Kobryn a Brest – Malaryta. Probíhala od 6. září do 22. září 1942 a následně pokračovala dalšími represivními akcemi od 27. září 1942 do 24. listopadu 1942.

## Výchozí podmínky a cíle operace
Po napadení SSSR německá armáda rychle postupovala a Bělorusko se během krátké doby stalo okupovaným územím nebo částí týlových oblastí bojujících armád. Partyzánské hnutí vznikalo a rostlo postupně. Na okupovaném území BSSR byly v červnu 1941 pouze 4 partyzánské oddíly, v červenci 35, v srpnu 61, koncem roku existovaly 104 oddíly a 323 organizátorských a diverzních skupin, tedy celkem asi 8 300 osob. S přibývajícím časem a díky podpoře z neokupované části SSSR partyzánské hnutí sílilo a postupně se stalo významným protivníkem okupantů.
V oblasti plánované operace byla díky aktivitě partyzánů utvořena zóna mimo kontrolu okupačních úřadů v důsledku jejich úspěšných bojů v létě 1942. Partyzánským oddílům byly přiděleny konkrétní úseky železnice a místa nasazení, což výrazně zvýšilo efektivitu bojových operací partyzánů proti klíčovým komunikacím německých okupačních sil. Partyzánské oddíly v roce 1942 v celém Bělorusku představovaly sílu přibližně 56 000 lidí. Partyzánům se do konce roku 1942 podařilo vyřadit z boje 100 tisíc vojáků, 398 tanků a obrněných vozidel, 181 letadel a více než 5 tisíc vozidel protivníka. Zlikvidovali také 24 německých štábů. V území Brestské oblasti byl zformován partyzánský oddíl Čapajev, který od srpna 1942 působil v rozptýlených skupinách, přičemž koordinaci akcí vedl Ivan Ivanovič Orlov. Do poloviny roku 1942 sovětští partyzáni pod jeho vedením zničili několik nepřátelských posádek, vyhodili do vzduchu 18 vlaků, 87 vagónů a nástupišť s nepřátelským personálem a vybavením a vyřadili z provozu 18 lokomotiv.
Němci museli na nastalou situaci reagovat. Proto zpravodajci SD vypracovali v létě 1942 plán na pacifikaci Hrodenské, Baranavické, Brestské oblasti a okolí města Pinska, který měl zajistit snížení ohrožení klíčových železničních tratí ze strany sovětských partyzánů. Cílem těchto operací bylo izolovat partyzánské skupiny a oddělit je od obydlených oblastí, a tím je připravit o možnost zásobování potravinami. Policejní síly měly být nasazeny decentralizovaně tak, aby pokryly celou oblast v okolí svých základen. Jejich cílem bylo zakročit proti vznikajícím bandám (partyzánům) a narušovat jejich formování, či omezovat jejich operační možnosti pro útoky na vojensky důležité objekty. Součástí akce byly také plánované prověrky místních obyvatel a potrestání těch, kteří spolupracovali se sovětskými partyzány.
Součástí pacifikačních operací také byla likvidace potenciálních vůdců nebo sympatizantů odporu proti okupačnímu režimu. Proto byli přednostně zatýkáni představitelé strany, sovětští činitelé a Židé. Policejní síly se poté účastnily likvidace židovských ghett v závěrečné fázi operace.

## Nasazené síly

### Německé okupační síly
Jednalo se o následující policejní síly, které provedly akci:
- 3. prapor 15. německého policejního pluku,
- 310. policejní prapor,
- 10. policejní pluk[7],
- 16. policejní pluk[7],
- tři čety četnictva vybavené obrněnými automobily a protitankovými děly,
- policejní rota Norimberk (německy Reserve-Polizeikompanie Nürnberg)[pozn. 3],
- 201. policejní prapor[8][9].

Operaci vedl velitel 310. policejního praporu major Bruno Holling. Počet nasazených mužů je odhadován na přibližně 5 000 podle obvyklých stavů počtu mužů těchto jednotek. 

### Sovětské síly
V oblasti města Kobryn operoval v té době oddíl (pozdější brigáda) nesoucí jméno po Čapajevovi pod velením Ivana Ivanoviče Orlova. V regionu města Brest působilo během roku 1942 celkem 25 různých partyzánských oddílů, které dohromady čítaly více než 3 tisíce bojovníků.

## Průběh operace
Operace vznikla jako reakce na partyzánské útoky na železnici. Během operace nedošlo k větším vojenským střetům , vždy se jednalo o rychlé akce s cílem zaskočit partyzány. Samotná akce se skládala z různých výpadů, obsazování vesnic a pokusů o likvidaci zázemí pro sovětské partyzány. Hlavní teror tak byl namířen především proti civilnímu obyvatelstvu, které Němci podezřívali ze spolupráce s partyzány.  Koordinace akcí byla prováděna z velitelského stanoviště operace, které se nacházelo ve městě Kobryn.  V průběhu operace policejní síly prováděly prověrku obyvatelstva vesnic a při jakémkoli podezření na spolupráci s partyzány vykonávaly rozsudky smrti okamžitě na místě. Likvidovány byly především rodiny sovětských vojáků, stranických představitelů a dalších osob spojených se sovětskou mocí.  Od 5. září 1942 policejní síly zahájily systematické prověrky vesnic.  
Prováděné akce: 
- Dne 5. září 1942 zahájil 3. policejní prapor operaci obsazením vesnic Aziaty (bělorusky Азяты), Staroje Sialo (bělorusky Старое Сяло) a města Žabinka.[11]
- Dne 6. září 1942 byla zničena vesnice Kamienka (bělorusky Ка́менка).[7]
- Dne 11. září 1942 byla vypálena vesnice Dramljova (bělorusky Драмлёва), která již nikdy nebyla obnovena.[12] Na akci se podílel 201. policejní prapor složený z příslušníků Ukrajinské pomocné policie (Schutzmannschaft).[8]
- Dne 23. září 1942 byla zničena vesnice Barysaŭka (bělorusky Барысаўка).[7]
- Dne 23. září 1942 byla zničena vesnice Zabalaccie (bělorusky За́балацце) příslušníky 11. roty 15. policejního pluku, který operaci zahájil ve dvě hodiny ráno. Podle velitele 11. roty většina vesničanů zachovala klid a vydala se vstříc svému "zaslouženému osudu", který je kvůli jejich špatnému svědomí nepřekvapil.[13]
- Dne 9. října 1942 byla vypálena vesnice Zielonaia Buda (bělorusky Зялёная Буда).[12][13]

S nastupující zimou operace postupně končila a pokusy německých sil o pacifikaci byly ukončeny. Ve vyčištěných oblastech byly zřízeny nové posádky. 
Policejní síly byly potomo nasazeny na likvidaci židovského ghetta ve městě Pinsk koncem října a začátkem listopadu 1942. Při tomto masakru údajně zemřelo nejméně 15 000 lidí.

## Výsledky operace
Během akce bylo zabito 113 partyzánů. Podle dalšího pramene bylo zabito a zajato celkem 2 244 sovětských partyzánů.
V rámci pacifikace byly zničeny následující vesnice:
- Baravaja (bělorusky Баравая), zabito 58 osob (96[13] osob),
- Borki (bělorusky Бо́ркі), zabito 705 osob z toho 203 mužů, 372 žen a 130 dětí[13],
- Zabalaccie (bělorusky За́балацце), zabito 289 osob vypáleno 151 domů[13],
- Barysaŭka (bělorusky Барысаўка), zabito 206 osob,
- Kamienka (bělorusky Ка́менка), zabito 152 osob[13],
- Rečyca  (bělorusky Рэ́чыца), zabito 64 osob,
- Liaplioŭka (bělorusky Ляплёўка), zabito 54 dětí a učitelka ze sirotčince[13],
- Dramljova (bělorusky Драмлёва), zabito 286 osob včetně dětí, z nichž 5 bylo méně než rok[12],
- Zielonaia Buda (bělorusky Зялёная Буда), zabito 28 osob a vypáleno 15 domů[13].

Celkem kárné síly zabily 1 500 civilistů. Německé represivní síly zabavily několik tisíc kusů dobytka, koní, prasat, ovcí, mnoho zemědělských strojů a stovky centů obilí. Bezpečnostní situace v oblasti se však nijak výrazně nezlepšila.

## Poválečné události
V lednu 1943 na Voroněžské frontě vojáci Rudé armády ukořistili dokumenty 3. policejního praporu včetně bojového deníku. Později byly předloženy v Norimberském procesu jako důkazy o zločinech nacistů na okupovaných územích.
Na místě tragédie vesnice Dramljova dnes stojí památník, který byl postaven v roce 1982. V jeho středu byly postaveny bronzové sochy tří truchlících žen sedících na balvanech, které symbolizují tři generace: matku, dceru a vnučku.